# Dwaj zgryźliwi tetrycy
Dwaj zgryźliwi tetrycy (ang. Grumpy Old Men) – amerykańska komedia z 1993 roku w reżyserii Donalda Petriego. W 1995 roku powstała kontynuacja filmu Jeszcze bardziej zgryźliwi tetrycy.

## Fabuła
W miasteczku w Minnesocie mieszkają John (Jack Lemmon) i Max (Walter Matthau). Mężczyźni kłócą się ze sobą od ponad 50 lat. Czas upływa im na wymianie złośliwości. Nikomu do tej pory nie udało się ich pogodzić. Gdy do miasta przybywa atrakcyjna wdowa, Ariel (Ann-Margret), starsi panowie rozpoczynają rywalizację o jej względy.

## Obsada
- Jack Lemmon jako John Gustafson
- Walter Matthau jako Max Goldman
- Ann-Margret jako Ariel Truax
- Burgess Meredith jako dziadek Gustafson
- Daryl Hannah jako Melanie Gustafson
- Kevin Pollak jako Jacob Goldman
- Ossie Davis jako Chuck
- Buck Henry jako Elliott Snyder
- Christopher McDonald jako Mike

## Wersja polska
Wersja polska: Master Film

Reżyseria: Elżbieta Jeżewska

Dialogi: Elżbieta Kowalska

Udział wzięli:
- Edmund Fetting – Max Goldman
- Stanisław Brejdygant – John Gustafson
- Agnieszka Kotulanka – Ariel Truax
- Cezary Morawski – Jacob Goldman
- Izabella Bukowska – Melanie
- Stanisław Brudny – Ojciec Johna